# Преахвіхеа
14°23′46″ пн. ш. 104°40′49″ сх. д. / 14.39611° пн. ш. 104.68028° сх. д.

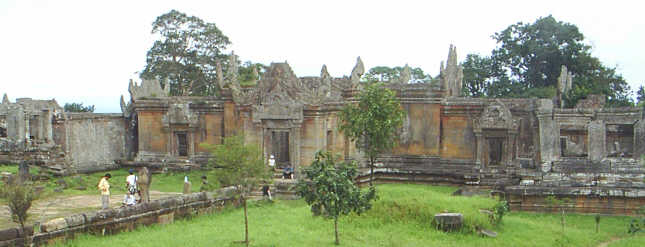
Преахвіхеа

Преахвіхеа (Пра Віхеар, Прасат Преахвіхеа, кхмер. ប្រាសាទព្រះវិហារ; [pra: sa: t preəh viʔhiə]) — храмовий комплекс Кхмерської імперії, присвячений богу Шиві, об'єкт територіальної суперечки між Камбоджею і Таїландом. Розташовано на вершині скелі заввишки 525 м в горах Дангрек, за 160 км на північний схід від Ангкору. Пам'ятник Всесвітньої спадщини ЮНЕСКО з 7 липня 2008 року. 6 лютого 2011 храм було частково зруйновано під час артилерійського обстрілу армією Таїланду, який виник при прикордонному зіткненні Камбоджі і Таїланду.

## Географія
Храм, розташований на півночі області Сісакет, спочатку вважався частиною Таїланду. Проте, після перегляду кордонів у 1907 році французами, він опинився на території, яку вони віднесли до Камбоджі. Таїланд не визнавав ці зміни і тримав храм під своїм контролем до середини 1950-х, коли Камбоджа, вже незалежна, почала вимагати його повернення. У 1962 році Міжнародний суд підтвердив, що храм належить Камбоджі, хоча доступ до нього все ще зручніший з боку Таїланду. Камбоджа планує полегшити доступ до храму за допомогою канатної дороги, але цей проект затримується через невирішені питання кордону між двома країнами.

## Історія
Преахвіхеа почав будувати Яшоварман I у 893, він звів храм Шиви Шікхарешвари («Бога Вершини»). Наступні королі Кхмерської Імперії, в тому числі Сур'яварман II і його духовний наставник і радник Дівакарапандіта, відновили старі й побудували нові споруди.
У 1904 Франція попросила короля Таїланду повернути три окуповані століттями провінції Камбоджі, в тому числі одну з тих провінцій, в якій знаходиться символ Камбоджі і величі Кхмерської імперії — Ангкор-Ват.
У 1907 році провінції були повернуті Камбоджі, що входила на той момент в колоніальні володіння Франції — Французький Індокитай.
Під час Другої світової війни Таїланд зайняв сторону Німеччини і Японії. Уряд Японії пообіцяв королю Таїланду, що надасть всіляке сприяння в територіальних суперечках з Французьким Індокитаєм — це послужило початком Французько-тайської війни 1940-41 рр..
Проте, все закінчилося, практично не розпочавшись, — колоніальний уряд Французького Індокитаю, заради свого ж порятунку, приймає сторону режиму Віші, і фактично стає союзником Японії і Таїланду.
9 листопада 1953 Королівство Камбоджа отримує незалежність від Франції, і багатовіковий територіальний конфлікт отримує новий виток.
У 1954 році тайська армія окупує територію храму, але за постановою Міжнародного Суду в 1959 році змушена відвести свої війська до кордону 1907. У свою чергу, тайський уряд відмовився зробити демаркацію кордону. Таїланд з рішенням суду не погодився.
У той час головним захисником пам'ятників Камбоджі був Анрі Маршаль, вчений зі світовим ім'ям. На його думку в основному і спиралося рішення Міжнародного Суду.
У 1964 р. почалася громадянська війна у В'єтнамі, а в 1970 і в самій Камбоджі. ВПС США нещадно бомбили всю територію Камбоджі, після чого Шлях Сіанука було перекрито.
У 1975 році до влади прийшли «червоні кхмери» на чолі з Пол Потом. Від їх варварських дій храмовий комплекс постраждав, як ніщо інше: перебуваючи на кордоні з Таїландом, комуністи виламували фрагментами інкрустовані різьбленням стіни і продавали їх у Таїланд, а вже з Таїланду вони розходилися по всьому світу.
У 1979 році влада «червоних кхмерів» була повалена в результаті вторгнення в Камбоджу армії В'єтнаму, але в'єтнамці свою владу в регіоні Преахвіхеа встановити не змогли, цей терен до середини 90-х рр.. XX століття контролювали партизани «червоних кхмерів».
У 1993 році в Камбоджу повернувся король, і його знову проголосили законним володарем, а Народна Республіка Кампучія стала Королівством Камбоджа.
7 липня 2008 Храмовий комплекс Преахвіхеа був визнаний пам'ятником Всесвітньої спадщини ЮНЕСКО. Дане рішення призвело до зростання напруженості в регіоні, що викликало збройні сутички між Таїландом і Камбоджею, що оскаржують свої права на Преахвіхеа.
Після цього перестрілки між сторонами відбулися і в наступному році. . Лише в 2010 при цьому не було загиблих.
Після зіткнень в лютому 2011 року, коли комплекс зазнав часткового руйнування, прем'єр-міністр Камбоджі попросив ООН ввести в зону конфлікту миротворчі війська. Чергове загострення ситуації почалося в квітні 2011.
24 липня 2025 р. армія Таїланду знову увійшла на територію храму.

## Архітектура
Храм має осьове планування, по осі з півночі на південь. Висхідна дорога завдовжки 788 метрів проходить 5 гопур, з'єднаних один з одним східцями і алеями для ходу (прообраз гори Меру). 1-і сходи завдовжки 76,8 метри колись охороняли статуї левів, мають 162 східців вирізаний в камені і ведучих до платформи завширшки в 30 метрів і обрамлених нагами. 5-а гопура, хрестоподібна будова веде до 2-ї дороги, завдовжки 267 м, яка проходить між 2-а рядами з 65 колон, у вигляді стилізованих бутонів лотосів, веде до сходів, до 4-ї гопури. Ще одна дорога, завдовжки 150 м, обрамлена 35 колонами веде до третьої, найбільшою гопури на території комплексу. Її фланкирують дві прямокутні будівлі. Ці будівлі включають галереї і подовжені зали, за що отримали назви палаців. Їх фасади грають роль свого роду крил, створюючи значний фасад протяжністю 99 м.